# خيل العربات

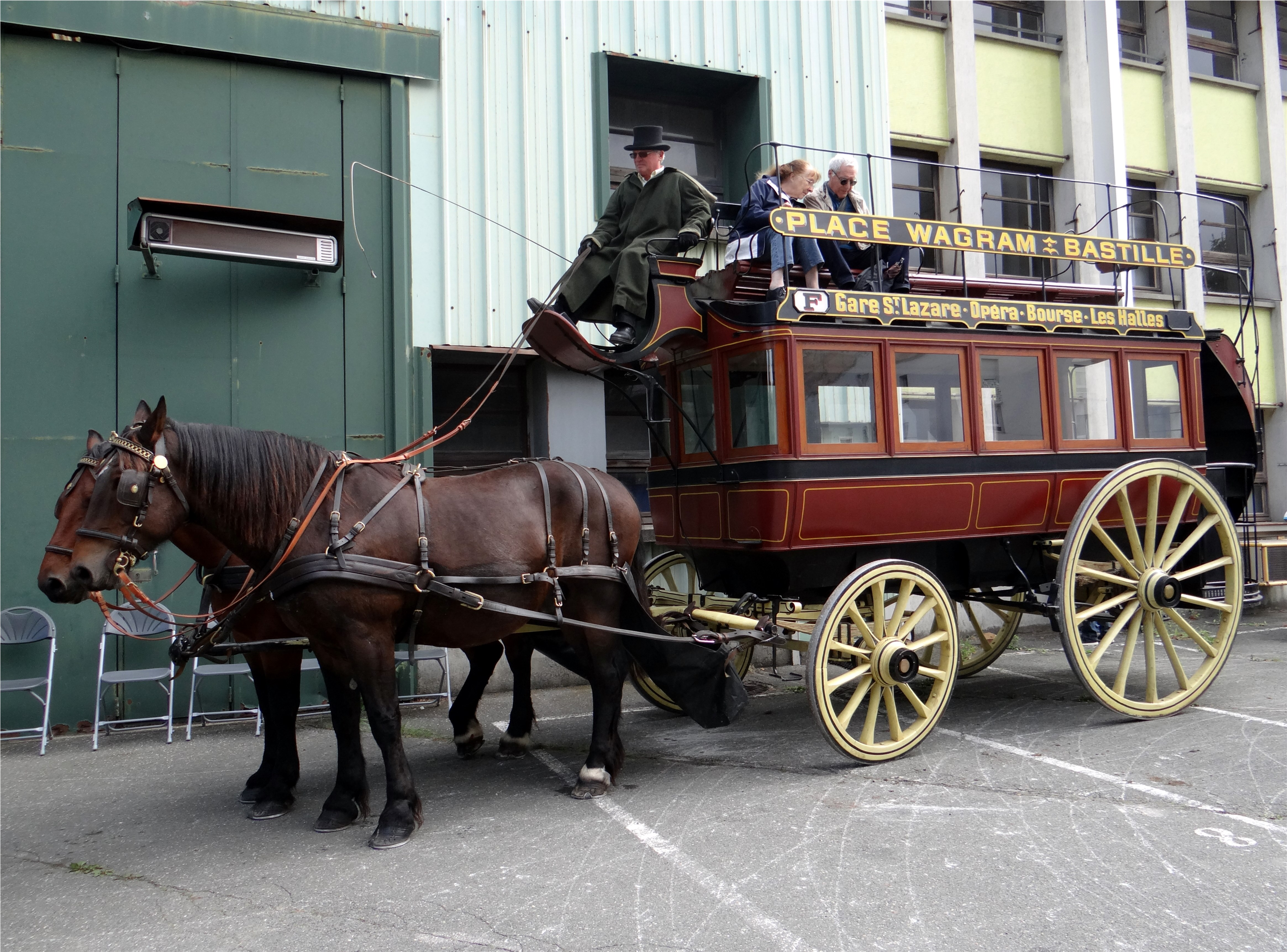
2015-01

خيل العربات هي الخيل الصالحة لجر العربات فقط وذلك غالبًا لنقل الناس.